# Lyudmyla Shevchenko
Lyudmyla Shevchenko (Svletograd, 4 de fevereiro de 1970) é uma ex-handebolista profissional ucraniana, medalhista olímpica.
Lyudmyla Shevchenko fez parte do elenco da medalha de bronze inédita da equipe ucraniana, em Atenas 2004.